# Astragalus monbeigii
Astragalus monbeigii är en ärtväxtart som beskrevs av George Simpson. Astragalus monbeigii ingår i släktet vedlar, och familjen ärtväxter. Inga underarter finns listade i Catalogue of Life.